# Phil Campbell (Alabama)
Phil Campbell é uma cidade  localizada no estado americano de Alabama, no Condado de Franklin.

## Demografia
Segundo o censo americano de 2000, a sua população era de 1091 habitantes.
Em 2006, foi estimada uma população de 1051, um decréscimo de 40 (-3.7%).

## Geografia
De acordo com o United States Census Bureau, a localidade tem uma área de 10,6 km², sem área coberta por água. Phil Campbell localiza-se a aproximadamente 301 m acima do nível do mar.

## Localidades na vizinhança
O diagrama seguinte representa as localidades num raio de 32 km ao redor de Phil Campbell.